# نیستاگموس
نیستاگموس (به انگلیسی: Nystagmus)  یا  دودوَک حرکات منظم و نوسانی و مکرر چشم ممکن است در اثر اخلال یک یا چند منطقه بینایی که به‌طور غیرارادی رخ می‌دهد و به صورت فیزیولوژیک یا پاتولوژیک می‌تواند رخ دهد را گویند. حرکات غیرارادی و ضرب‌آهنگی و سریع چشم‌ها بر اثر نیستاگموس ممکن است افقی یا عمودی یا چرخشی یا ترکیبی از آن‌ها باشد. گاه بررسی نیستاگموس در مواردی مانند تشخیص علت سرگیجه یا محل ضایعه مغزی مفید است. نیستاگموس ممکن است باعث مشکلات بینایی شود.
نیستاگموس را به دو روش دسته‌بندی می‌نمایند:
اول: بر اساس جهت نیستاگموس که می‌تواند عرضی، عمودی، چرخشی یا آونگی باشد. نیستاگموس های آونگی از لحاظ سرعت و ارتفاع یکسان هستند بنابراین، جزء کند و تند ندارند؛ ولی نیستاگموس های ضربانی که به‌طور شایعتر دیده می‌شوند دارای دو حرکت کند و تند هستند. پس علاوه بر دسته‌بندی فوق، نیستاگموس ها را می‌توان به دو نوع کلی آونگی و ضربانی تقسیم نمود.
دوم: بر اساس عاملی که باعث بروز نیستاگموس می‌شود که بر این اساس دو دسته نیستاگموس به‌وجود می‌آید:
1. نیستاگموس فیزیولوژیک: می‌توان این نوع نیستاگموس را با تحریکات خاصی ایجاد نمود که نمونه آن در تست اپتوکینتیک است و نمونه عملی آن فردی است که در قطار نشسته‌است و حرکات آرام چشم او اشیاء را دنبال کرده و سپس با یک حرکت تند، چشم به وضعیت اولیه برمی گردد. در این تست، واکنش فوق را در آزمایشگاه به‌وجود می‌آورند؛ یعنی معادل تست اپتوکینتیک، فرد نشسته در قطار است.
2. نیستاگموس پاتولوژیک: به دلیل اختلالات دستگاه تعادلی لابیرنتی (محیطی) یا دستگاه تعادلی مرکزی (دستگاه عصبی مرکزی)، به‌وجود می‌آیند. مصرف الکل، برخی داروها مانند باربیتوراتها و استیل‌سالیسیلیک اسید (آسپرین)، آسیب به رگ‌های مغزی و مشکلات مادرزادی (مانند آلبینیسم) از علل این نوع نیستاگموس هستند.

## انواع حرکات چشم
علاوه بر نیستاگموس، حرکات دیگری نیز در چشم وجود دارند که عبارتند از:
1. حرکات ارادی سریع: حرکاتی با سرعت تند که باعث جابجایی سریع کره چشم می‌شوند. نمونه آن موقعی است که در یک اتاق تاریک، به‌طور نامنظم و مکرر و در جهات مختلف چراغی روشن شود. حرکات سریع چشم در راستای دیدن چراغ (به عبارت دیگر آوردن تصویر نور بر روی جسم زرد شبکیه) حرکات ارادی سریع (به انگلیسی: saccadic) هستند که با تأخیری کوتاه نسبت به محرک وارده، چشم را به طرف محرک، حرکت می‌دهند.
2. حرکات تعقیبی: برخلاف مورد فوق، حرکات تعقیبی نرم (به انگلیسی: smooth pursuit) حرکاتی ظریف هستند که در راستای حفظ تصویر یک شیء متحرک بر روی شبکیه انجام می‌شوند. نمونه آن در موقعی است که خودرویی در مسیر دید ما از چپ به راست در حال حرکت است. چشم در تعقیب این شیء (و بالطبع جهت بهتر دیدن آن) بایستی تصویر را بر روی جسم زرد شبکیه نگه دارد. از این رو حرکاتی ظریف در راستای حرکت شیء مورد نظر رخ می‌دهد که به آن‌ها تعقیب گویند. در واقع حرکات تعقیبی در تعقیب اشیا در چشم ایجاد می‌شود.

## اهمیت
در پاسخ به این پرسش که نیستاگموس چه سودی دارد؟ به‌طور ساده می‌توان گفت که با کمک سازوکارهای پیچیده‌ای که در رابطه تنگاتنگ دستگاه تعادلی و مغز و بینایی وجود دارد انسان قادر است تصویر شیء را که می‌خواهد ببیند بر روی جسم زرد شبکیه نگه‌دارد تا حداکثر بینایی حاصل شود و حرکات شیء یا حرکات بدن و سر تغییری در تصویر ایجاد نکند؛ زیرا اگر حرکتی در سر انسان رخ دهد و سازوکارهای جبرانی نتوانند با ایجاد حرکات اصلاحی چشم، تصویر را بر روی شبکیه نگه‌دارند فرد دید واضحی از شیء مورد نظر نخواهد داشت.
برای ساده‌تر شدن مطلب می‌توان نمونه‌های زیر را آورد:
اگر حرکات تعقیبی چشم وجود نداشتند نمی‌توانستیم تصویر کاملاً واضحی از یک شیء در حال حرکت به‌طور مداوم داشته باشیم.
اگر حرکات نیستاگموس وجود نداشتند درون قطار قادر نبودیم محیط بیرون را لحظه به لحظه تماشا کنیم و تصاویر مانند یک نوار فیلم مبهم و تار از معرض دید ما رد می‌شدند. در این نمونه، تصویر اشیاء بیرون را با یک حرکت آرام در خلاف جهت حرکت قطار دنبال می‌کنیم و پس از آنکه شیء از حوزه دید ما خارج شد، با یک حرکت ارادی سریع، چشم به نقطه اولیه برگردانده می‌شود.
توجه شود که نیستاگموس یک علامت است و یک تشخیص نیست. بررسی آن از لحاظ سبب‌شناسی و مطالعه ویژگی‌های آن باعث دستیابی به تشخیص عاملی که آن را ایجاد می‌کند می‌شود و تأکید می‌شود که:
1. سرگیجه‌ای که حقیقی باشد بایستی نیستاگموس داشته باشد.
2. هر نیستاگموس از نوع پاتولوژیک نیست.

## آزمون‌ها
آزمونی برای بررسی عملکرد دستگاه دهلیزی گوش درونی که در آن با قرار دادن الکترودهایی در اطراف چشم نیستاگموس را ثبت می‌کنند وجود دارد به نام الکترودودوَک‌نگاری (به انگلیسی: electronystagmography).
آزمون دیگری نیز وجود دارد برای بررسی عملکرد دهلیز گوش درونی که در آن حرکات کاراندام‌شناختی چشم در خلال تحریک دستگاه دهلیزی با استفاده از دوربین‌های فروسرخ مشاهده و ثبت می‌شود، به این آزمون دودوَک‌نگاری تصویری (به انگلیسی: Videonystagmography) گفته می‌شود.

## بیماری ام‌اس
نیستاگموس در افراد دچار ام اس شایع است و نشانه اصلی سرگیجه می‌باشد.